# Pickering (Ontário)
Pickering é uma cidade da província canadense de Ontário, e parte da Municipalidade Regional de Durham e da região metropolitana de Toronto. Situa-se às margens do Lago Ontário. Sua população é de aproximadamente 92 mil habitantes.
Estabeleceu-se principalmente por colonos étnicos britânicos, começando na década de 1770. Muitas das comunidades rurais menores foram preservadas e funcionam como locais históricos e museus importantes para a região.
Pickering possui um dos maiores reatores nucleares da América do Norte, produzindo parte da eletricidade consumida pela cidade de Toronto.